# I686
In informatica ed elettronica i686 è una sigla per indicare la sesta generazione delle CPU Intel compatibili con l'architettura x86. La sesta generazione si riferisce ai processori introdotti nel 1995 chiamati Pentium Pro. Tutte le CPU successive al Pentium PRO sono i686 compatibili.

## Descrizione
CPU i686 compatibili:
1. Intel:
  1. Pentium Pro
  2. Pentium II (è praticamente un Pentium Pro rivisto con istruzioni MMX)
  3. Pentium III
  4. Pentium M (grossolanamente parlando si tratta di un Pentium III rivisto quindi è i686)
2. AMD:
  1. Tutta la serie Athlon (gli Athlon vengono definiti processori di settima generazione, ma sono full i686 compatibili)
  2. I vecchi processori della serie AMD K6, al contrario di quello che ci si può aspettare dal nome, non sono full i686 compatibili.